# Oberroßbach
Oberroßbach település Németországban, Rajna-vidék-Pfalz tartományban. Lakosainak száma 360 fő (2023. december 31.).

## Népesség
A település népességének változása:
| Lakosok száma | 323  | 344  | 349  | 355  | 353  | 360  |
|               | 1975 | 2017 | 2019 | 2021 | 2022 | 2023 |